# Мир у Андрусову
Мир у Андрусову склопљен је 30. јануара 1667. између Државне заједнице Пољске и Литваније и Руског царства, чиме је окончан Руско-пољски рат (1654-1667).

## Територијалне промене
По мировном уговору из Андрусова од 30. јануара 1667, који је потврђен 1686. Вечним миром између Русије и Пољске, Русији је припојен део Украјине на левој обали Дњепра и Кијев, док је десна обала Дњепра остала под влашћу Пољске.